# 党彦宝
党彦宝（1973年—），男，汉族，宁夏盐池人，中华人民共和国政治人物。现任宁夏宝丰集团有限公司董事长。第十二、十四届全国政协委员（2025年3月被撤销资格）。